# Halle (Saale)
Halle (Saale) hay đơn giản là Halle (phiên âm tiếng Việt: Ha-lơ) là một thành phố ở miền trung nước Đức. Với khoảng 236.000 dân cư Halle là thành phố đông dân nhất của tiểu bang Sachsen-Anhalt. Ngoài ra Halle là một phần của vùng đô thị Tam giác Sachsen. Các thành phố lớn gần đấy là Leipzig (khoảng 30 km về hướng đông-nam), Berlin (khoảng 130 km về phía đông-bắc) và Dresden (khoảng 150 km hướng đông-nam).
Halle là trụ sở của trường Đại học Martin Luther Halle-Wittenberg, học viện Leopoldina và hai trường đại học khác.
Trong thời gian của nước Cộng hòa Dân chủ Đức Halle chịu nhiều ảnh hưởng của công nghiệp hóa. Từ khi tái thống nhất thành phố đã tập trung vào các ngành công nghệ cao và công nghiệp thực phẩm.